# Maxwell
Maxwell je priimek več osebnosti:
- Aymer Maxwell, britanski general
- James Clerk Maxwell (1831 – 1879), škotski fizik in matematik
- John Lawrence Maxwell, britanski general
- Richard Hobson Maxwell, britanski general